# كريستيان ريتر (موسيقي)
كريستيان ريتر (بالسويدية: Christian Ritter؛ بالألمانية: Christian Ritter) هو موسيقي وملحن سويدي وألماني، ولد في 1645، وتوفي في 1727.

## وصلات خارجية
- كريستيان ريتر على موقع ميوزك برينز (الإنجليزية)
- كريستيان ريتر على موقع ديسكوغز (الإنجليزية)